# Oppidum de Berniquaut
L'oppidum de Berniquaut est un site archéologique situé sur la commune de Sorèze, il surplombe cette même ville ainsi que celle de Durfort, dans le département du Tarn. 
Ce relief, situé sur le versant septentrional de la Montagne Noire, est habité de la Préhistoire jusqu'au XIIIe siècle,. 

## Historique
Les premières traces de l'homme datent d'il y a plus de 30 000 ans. Du Néolithique jusqu'à la conquête de la Gaule, le site abrite des communautés agricoles et pastorales. Elles s'y sont installées car l'oppidum de Berniquaut est considéré comme un espace défensif naturel. Un système défensif gaulois de type levée de terre est présent  sur plus de 700 m de longueur.
Lors de la Pax Romana, les habitants quittent peu à peu ce lieu (vers -50 environ), pour s'installer à proximité des moyens de production dans la plaine (de nombreux établissements gallo-romains ont été inventoriés), les villes voisines de Sorèze et Durfort n'existent pas encore.
Entre 1046 et 1141, le site est appelé tour à tour castellum, castellare ou encore bastimentum.
Les relevés de bâtis archéologiques ont permis de déceler la présence au Moyen Âge de plus de 100 loges, ce qui voudrait dire que sur le castrum; plusieurs centaines d'habitants vivaient à l'intérieur des remparts. Les activités des habitants étaient essentiellement pastorales, de type artisanal, avec certainement sur les versants une activité agricole. On doit noter aussi, de l'autre côté de la vallée de l'Orival (versant nord de l'oppidum - castrum), la présence d'un site archéologique majeur: un site minier médiéval en surface et dans un système souterrain de plusieurs kilomètres de longueur (plus de 9 km). Les habitants de Berniquaut ont donc, dans la charnière du XIe siècle - XIIe siècle (aux alentours de 1100), exploité les hydroxydes de fer contenus dans la masse calcaire du plateau du Causse. Le site de Berniquaut sera complètement déserté vers le début du XIIIe siècle. Les habitants se déplaceront dans les villages de Sorèze (abbaye fondée au VIIIe siècle ou IXe siècle) et Durfort (un nouveau castelnau sous la dépendance des seigneurs de Roquefort et de l'abbé de Soréze).
Ce site est singularisé par sa crête rocheuse étroite, son point culminant est situé à 568 mètres,. En 2002, le site est classé par le Ministère de l'Environnement, site protégé remarquable de France.

## Tourisme
Aujourd'hui sur le site, de nombreuses activités sont organisées pour les promeneurs et les touristes,, notamment du parapente.
Un sentier de randonnée à partir de Sorèze permet aux touristes et promeneurs de visiter ce site archéologique. Des panneaux didactiques permettent de mieux connaître l'histoire de l'oppidum - castrum. Des travaux de valorisation - protection des remparts et loges médiévales donnent au site un attrait supplémentaire.
À noter que le point de vue sur la plaine de Revel en fait un des plus beaux belvédères de la région.